# Synasellus
Synasellus és un gènere de crustacis isòpodes pertanyent a la família dels asèl·lids.

## Distribució geogràfica
Es troba a Europa: la península Ibèrica.

## Taxonomia
- Synasellus albicastrensis (Braga, 1960)
- Synasellus barcelensis (Noodt & Galhano, 1969)
- Synasellus bragai (Afonso, 1987)
- Synasellus bragaianus (Henry & Magniez, 1987)
- Synasellus brigantinus (Braga, 1959)
- Synasellus capitatus (Braga, 1968)
- Synasellus dissimilis (Afonso, 1987)
- Synasellus exiguus (Braga, 1944)
- Synasellus favaiensis (Eiras, 1974)
- Synasellus flaviensis (Afonso, 1996)
- Synasellus fragilis (Braga, 1946)
- Synasellus hazeltoni (Collinge, 1946)
- Synasellus henrii (Afonso, 1987)
- Synasellus hurki (Henry & Magniez, 1995)
- Synasellus insignis (Afonso, 1984)
- Synasellus intermedius (Afonso, 1985)
- Synasellus lafonensis (Braga, 1959)
- Synasellus leysi (Henry & Magniez, 1995)
- Synasellus longicauda (Braga, 1959)
- Synasellus longicornis (Afonso, 1978)
- Synasellus mariae (Braga, 1942)
- Synasellus mateusi (Braga, 1954)
- Synasellus meijersae (Henry & Magniez, 1987)
- Synasellus meirelesi (Braga, 1959)
- Synasellus minutus (Braga, 1967)
- Synasellus nobrei (Braga, 1967)
- Synasellus notenboomi (Henry & Magniez, 1987)
- Synasellus pireslimai (Braga, 1959)
- Synasellus pombalensis (Afonso, 1987)
- Synasellus robusticornis (Afonso, 1987)
- Synasellus serranus (Braga, 1967)
- Synasellus tirsensis (Afonso, 1987)
- Synasellus transmontanus (Braga, 1959)
- Synasellus valpacensis (Afonso, 1996)
- Synasellus vidaguensis (Afonso, 1996)
- Synasellus vilacondensis (Afonso, 1987)[4][12][13][14][15][16][17]